# Francis Moreau
Francis Georges Henri Moreau (San Quintín, 21 de julio de 1965) es un deportista francés que compitió en ciclismo en las modalidades de pista, especialista en las pruebas de persecución, y ruta, perteneciendo al equipo francés Cofidis entre los años 1997 y 2000.
Participó en dos Juegos Olímpicos de Verano, en los años 1996 y 2000, obteniendo una medalla de oro en Atlanta 1996, en la prueba de persecución por equipos (junto con Christophe Capelle, Philippe Ermenault y Jean-Michel Monin).
Ganó ocho medallas en el Campeonato Mundial de Ciclismo en Pista entre los años 1990 y 1999.

## Medallero internacional
| Juegos Olímpicos   | Juegos Olímpicos         | Juegos Olímpicos  | Juegos Olímpicos           |
| Año                | Lugar                    | Medalla           | Competición                |
| ------------------ | ------------------------ | ----------------- | -------------------------- |
| 1996               | Atlanta (Estados Unidos) | Medalla de oro    | Persecución por equipos    |
| Campeonato Mundial |                          |                   |                            |
| Año                | Lugar                    | Medalla           | Competición                |
| 1990               | Maebashi (Japón)         | Medalla de plata  | Persecución individual (P) |
| 1991               | Stuttgart (Alemania)     | Medalla de oro    | Persecución individual (P) |
| 1991               | Stuttgart (Alemania)     | Medalla de plata  | Puntuación (P)             |
| 1994               | Palermo (Italia)         | Medalla de plata  | Persecución individual     |
| 1996               | Mánchester (Reino Unido) | Medalla de plata  | Persecución por equipos    |
| 1996               | Mánchester (Reino Unido) | Medalla de bronce | Persecución individual     |
| 1998               | Burdeos (Francia)        | Medalla de plata  | Persecución individual     |
| 1999               | Berlín (Alemania)        | Medalla de plata  | Persecución por equipos    |

## Palmarés

### Pista
1990
- 2.º en el Campeonato Mundial Persecución

1991
- Campeonato Mundial Persecución
- 2.º en el Campeonato Mundial de Puntuación

1993
- 3.º en el Campeonato de Francia de persecución

1994
- 2.º en el Campeonato Mundial de Persecución
- 2.º en el Campeonato de Francia de persecución

1996
- Campeonato Olímpico Persecución por Equipos (haciendo equipo con Christophe Capelle, Philippe Ermenault y Jean-Michel Monin)
- 2.º en el Campeonato Mundial de Persecución por Equipos
- 3.º en el Campeonato Mundial de Persecución
- 2.º en el Campeonato de Francia de persecución

1998
- 2.º en el Campeonato Mundial de Persecución
- Campeón de Francia de persecución

1999
- 2.º en el Campeonato Mundial de Persecución por Equipos
- 2.º en el Campeonato de Francia de persecución

### Ruta
| 1987 - 1 etapa del Circuito de la Sarthe 1989 - 1 etapa del Tour de la CEE 1990 - 1 etapa de la París-Niza - 1 etapa de la Semana Catalana 1991 - 1 etapa del Tour de l'Oise - 1 etapa del Gran Premio de Midi Libre | 1992 - 1 etapa del Critérium Internacional 1993 - París-Bruselas - 1 etapa de la Vuelta a Suecia 1995 - À travers le Morbihan 2000 - Gran Premio Villa de Lillers |

## Resultados en Grandes Vueltas
| Carrera | Carrera         | 1989 | 1990  | 1991  | 1992 | 1993 | 1994  | 1995  | 1996  | 1997 | 1998 | 1999 | 2000 |
| ------- | --------------- | ---- | ----- | ----- | ---- | ---- | ----- | ----- | ----- | ---- | ---- | ---- | ---- |
|         | Giro de Italia  | Ab.  | ―     | ―     | ―    | 95.º | ―     | ―     | ―     | ―    | ―    | ―    | ―    |
|         | Tour de Francia | ―    | F. c. | 132.º | Ab.  | Ab.  | 113.º | F. c. | F. c. | ―    | ―    | ―    | ―    |
|         | Vuelta a España | ―    | ―     | ―     | ―    | ―    | ―     | ―     | ―     | 91.º | ―    | ―    | ―    |

―: no participa

Ab.: abandono

F. c.: fuera de control